# Adolf Krummacher
Cornelius Friedrich Adolf Krummacher, znany również jako Kosegarten (ur. 16 czerwca 1824 w Ruhrort, zm. 5 lutego 1884 w Wernigerode) – protestancki teolog i tekściarz kościelnych piosenek.

## Życiorys
Cornelius Friedrich Adolf Krummacher urodził się 16 czerwca 1824 roku w miejscowości Ruhrort, która za tamtych czasów nie była jeszcze jedną z części miasta Duisburg. Ojcem Adolfa był Friedrich Wilhelm Krummacher, a dziadkiem Friedrich Adolf Krummacher. Obydwoje z zawodu byli ewangelickimi teologami.
W 1842 roku zdał maturę w gimnazjum Wilhelma Dörpfelda. Po ukończeniu szkoły rozpoczął studia teologii na Uniwersytecie Fryderyka Wilhelma w Bonn, a od 1844 roku na Uniwersytecie Humbdoltów w Berlinie.
W 1852 roku zaczął udzielać się jako kaznodzieja (niem. Domprediger) w miejscowości Halberstadt, w Saksonia-Anhalt, a od 1872 roku jako proboszcz (niem. Oberpfarrer) w Barby.

### Życie prywatne
Adolf Krummacher miał syna Theodora Krummacher, który pracował jako kaznodzieja dworski (niem. Hofprediger) w Potsdam. Krummacher był zaprzyjaźniony z dyrektorem Herzog August Bibliothek Otto von Heinemann i z historiografem Hohenzollernów Reinhold Koser.
Adolf Krummacher jest najbardziej znany jako autor często śpiewanej piosenki kościelnej Stern, auf den ich schaue (EG 407, melodia od Miny Koch) i piosenki studenckiej Und wenn sich der Schwarm verlaufen hat.

### Śmierć
Adolf Krummacher zmarł 5 lutego 1884 roku w wieku 59 lat w miejscowości Wernigerode.